# Trent Lott
Chester Trent Lott Sr. (Grenada, 9 ottobre 1941) è un politico statunitense.